# 京都市立金閣小学校
京都市立金閣小学校（きょうとしりつきんかくしょうがっこう）は、京都府京都市北区平野上柳町にある公立小学校。

## 沿革
- 1958年（昭和33年）4月8日 - 京都市立衣笠小学校宮敷分校として開校式挙行。この時点では、第2学年2学級・第3学年3学級の計216名。
- 1965年（昭和40年）4月1日 - 京都市立衣笠小学校宮敷分校から京都市立第二衣笠小学校して独立開校（17学級638名）。
- 1966年（昭和41年）2月23日 - 講堂落成式挙行（建築面積432㎡）。
- 1967年（昭和42年）10月18日 - プール竣工式挙行。
- 1968年（昭和43年）11月24日 - 第2運動場（氷室池）竣工式挙行。
- 1972年（昭和47年）4月11日 - 京都市立金閣小学校と改称。同日、校名改訂記念式典を挙行。
- 1973年（昭和48年）3月3日 - 校歌・校章披露式典挙行。
- 1982年（昭和57年）6月30日 - 運動場全面改修工事完了。
- 1990年（平成2年）7月7日 - 創立25周年記念航空写真撮影。
- 1991年（平成3年）8月6日 - 第2グラウンド放送設備設置完了。
- 1992年（平成4年）8月20日 - 講堂放送設備設置完了。
- 2000年（平成12年）8月25日 - 第2グラウンド改修工事完了。
- 2008年（平成20年）8月24日 - 構内LAN工事完了。
- 2009年（平成21年）12月16日 - 金閣小学校学校運営協議会発足式挙行。
- 2010年（平成22年）6月10日 - プール全面改修工事完了。
- 2011年（平成23年）2月25日 - 講堂耐震工事完了。
- 2012年（平成24年）
  - 3月30日 - プール濾過装置改修工事完了。
  - 10月6日 - 第1グラウンド防球ネット取付工事完了。
- 2013年（平成25年）
  - 1月31日 - 校舎内照明改修工事完了。
  - 4月1日 - 環境教育の取組開始。
- 2014年（平成26年）7月19日 - 文部科学省「スーパーエコスクール実証事業」・京都市教育委員会「学校施設の長寿命化推進事業」に伴う校舎改修工事着工。
- 2015年（平成27年）
  - 3月31日 - 文部科学省「スーパーエコスクール実証事業」・京都市教育委員会「学校施設の長寿命化推進事業」に伴う校舎改修工事完了。
  - 10月17日 - 創立50周年記念式典を挙行し、創立50周年記念誌発行。
- 2017年（平成29年）3月31日 - 講堂雨漏修繕工事完了。
- 2019年（平成31年）1月7日 - スチームコンベクションオーブンを設置し、使用開始。
- 2020年（令和2年） 
  - 4月11日 - 講堂改修工事開始。
  - 6月 - 第2グランド東側防球ネット工事。
  - 7月 - 第2グランドトイレ洋式化工事。
- 2021年（令和3年）2月26日 - 講堂改修工事完了。

## 通学区域[1]
- 北区
  - 大北山原谷乾町・大北山鏡石町・大北山松鴎山町・大北山天神岡町・大北山蓮ケ谷町・大北山長谷町・大北山長谷乾町・大北山不動山町・大北山鷲峰町・大北山阪町・衣笠街道町・衣笠鏡石町・衣笠北荒見町・衣笠北天神森町・衣笠衣笠山町・衣笠御所ノ内町・衣笠総門町・衣笠天神森町・衣笠西御所町・衣笠西尊上院町・衣笠西馬場町・衣笠西開キ町・衣笠馬場町・衣笠東御所ノ町・衣笠東開キ町・衣笠氷室町・衣笠開キ町・金閣寺町・平野上柳町・平野桜木町・平野東柳町・平野宮敷町
- 右京区
  - 鳴滝宇多野谷（一部）

## 周辺
- 後朱雀天皇火葬塚
- 白河天皇火葬塚
- 京都市立衣笠中学校 - 公立学校に進学する場合の主な進学先中学校。
- 学校法人大五洋・衣笠幼稚園 - 進学前幼稚園のひとつ。
- 鹿苑寺（金閣寺）
  - 鹿苑寺（金閣寺）庭園
  - 金閣（舎利殿）
  - 鏡湖池
- 金閣小学校第2グラウンド
- 立命館大学衣笠キャンパス

## アクセス
- 京都市営バス桜木町バス停下車後、徒歩約410m・約6分。